# デジモノステーション
『デジモノステーション』は、エムオン・エンタテインメントから発売されていた家電機器に関する情報誌。
1999年に月刊誌として創刊し、2016年6月号から紙媒体から月刊の電子雑誌となった。その後、2020年12月29日発行号をもって休刊した
。

## 概要
30〜40代の男性をメインターゲットに、スマートフォン・タブレットなどデジタルデバイスなどを中心とした記事を掲載していた。
連載企画として美女と眼鏡のコラボレーションをコンセプトとしたビジョメガネなどがあった。

## 連載企画
以下、紙媒体休刊号（2016年6月号）の時点で連載されていたコーナー。
- D+（デジモノプラス）
- 威風堂々!! ロボ主義(イズム)
- iPhone ＆ iPad addict（☆Taku Takahashi（m-flo））
- ニッポン放送・吉田尚記 家電アナ観察記
- 石川温のPepperが我が家にやってきた
- 文具王・高畑正幸のデジタル文具ラボ
- 石野純也のただしいMOBILE市場の歩き方
- 川端由美のCYBER CARPEDIA
- タムカイがいく！ ラクガキ説明書（タムラカイ）
- 話題のハイレゾ音源をレビュー!! レゾ通
- 麻倉怜士のデジモノにかける情熱
- 経済アナリスト 森永卓郎のMonthly News Topics
- ビジョメガネ
- エンタメステーション
  - VOD観逃し防衛隊!!
  - アニメ総研
  - 僕たちは、何度目の“電子書籍元年”を迎えたんだろう？